# カルロ・ベルガミーニ (フリゲート・2代)
カルロ・ベルガミーニ（イタリア語：Carlo Bergamini , F 590）は、イタリア海軍が採用したFREMM計画のカルロ・ベルガミーニ級フリゲート (2代)の1番艦。同級のなかでは汎用型として建造される。艦名は第二次世界大戦期に戦艦「ローマ」と運命を共にしたカルロ・ベルガミーニ（it:Carlo Bergamini）提督に由来し、この名を受け継いだイタリアの艦艇としては2代目にあたる。

## 艦歴
「カルロ・ベルガミーニ」は、フィンカンティエリ社のリヴァ・トリゴソ造船所で2008年2月4日に起工し、2011年7月16日に進水、2013年5月29日に就役する。進水式では国防参謀総長ビアージョ・アブラテ大将（Biagio Abrate）と海軍参謀総長ブルーノ・ブランチフォルテ大将（Bruno Branciforte）が臨席の下で挙行され、命名はベルガミーニ提督の孫であるマリーア・ベルガミーニ・ロエディレル（Maria Bergamini Loedler）よって行われ、ラ・スペツィアに母港を置くこととなる。
2013年5月29日の就役以来、第30海軍グループに属し、同年11月には母港ラ・スペツィアを出港し、空母「カヴール（C 550）」、哨戒艦「コマンダンテ・ボルシーニ（P 491）」と共にアフリカ大陸を一周する海軍キャンペーン「イタリア・システム運動（il Sistema Paese in movimento）」をペルシア湾から実施、約36,000km、20カ国を訪問した後、インド洋を経由しアフリカ諸国を歴訪する。翌年2014年4月9日に終了し、149日の航海で21の港に寄港している。